# Zakroczym
Zakroczym este un oraș în Polonia.

## Personalități născute aici
- Irena Burawska (1922 - 2007), actriță.